# Pillon (Meuse)
Pillon település Franciaországban, Meuse megyében. Lakosainak száma 250 fő (2022. január 1.). Pillon Billy-sous-Mangiennes, Duzey, Mangiennes, Rouvrois-sur-Othain, Saint-Laurent-sur-Othain és Sorbey községekkel határos.

## Népesség
A település népességének változása:
| Lakosok száma | 248  | 215  | 204  | 214  | 269  | 279  | 264  | 256  | 252  | 250  |
|               | 1968 | 1982 | 1990 | 2006 | 2013 | 2015 | 2017 | 2019 | 2020 | 2022 |